# Ozero Ayakkol' (saltsjö)
Ozero Ayakkol' är en saltsjö i Kazakstan. Den ligger i den norra delen av landet, 400 km norr om huvudstaden Astana. Arean är 0,46 kvadratkilometer.